# Engelsdorf, Weitensfeld im Gurktal
Engelsdorf je naselje v Občini Weitensfeld im Gurktal v Okraju Šentvid ob Glini na Koroškem v Avstriji.